# Disulfidbinding
I kemi er en disulfidbinding eller en svovlbro en enkelt kovalent binding dannet ved koblingen mellem to thiol-grupper. Sammenhængen kan simplificeres ved R-S-S-R. Terminologien er næsten udelukkende anvendt i biokemien. Disulfidbindinger mellem cysteiner i det samme protein medvirker til at stabilisere strukturen af proteinet. Disulfidbindinger mellem to proteiner er også kendt, f.eks. i S-periaxin.
Formelt består disulfidbindingen af persulfider – analogen til dens slægtning peroxide (R-O-O-R). 
Tre svovlatomer forbundet til hinanden med enkeltbindinger kaldes nogle gange for trisulfidbindinger, selvom der rent faktisk er to S-S-bindinger. Disulfidbindinger dannes normalt ved oxidationen af sulfhydrylgrupper (-SH) som afbilledet i Figur 1.